# 米基爾·米蘭達
米基爾·艾杜亞度·米蘭達·甘波斯（西班牙語：Miguel Eduardo Miranda Campos，1966年8月13日—2021年3月6日），祕魯职业足球运动员，现已退役，他曾47次代表國家隊出場，而他首場國際賽是1993年5月26日0:0賽和美國，最後一場則是2001年9月14日1:1賽和玻利維亞。